# Ludovika
Ludovika je žensko osebno ime.

## Izvor imena
Ime Ludovika je ženska oblika imena Ludvik. Ostale različice imena so prevzete iz drugih jezikov v izvirni obliki ali z delno ali popolno prilagoditvijo slovenskemu jeziku. Imena Vika, Viki, Vikica so lahko tudi skrajšane oblike iz imena Viktorija, možne pa so tudi iz imena Hedvika.

## Različice imena
Ludvika, Luiga, Luisa, Luja, Lujka, Lujza, Lujzika, Vika, Viki, Vikica

## Tujejezikovne oblike imena
- pri Angležih: Luisa
- pri Italijanih: Luisa, Luigia, Luigina, Luiselle
- pri Nemcih: Luisa

## Pogostost imena
Po podatkih Statističnega urada Republike Slovenije je bilo na dan 31. decembra 2007 v Sloveniji število ženskih oseb z imenom Ludovika: 40.

## Osebni praznik
V koledarju je ime Ludovika zapisano 31. januarja (Lud(o)vika, italijanska redovnica, † 31. jan. 1503) in 15. marca (Lud(o)vika de Marillac, francoska redovna ustanoviteljica, † 15. mar. 1660).